# 雲鷹號航空母艦
雲鷹號航空母艦的前身是日本郵船公司的郵輪八幡丸，原本想行走歐亞航線但第二次世界大戰的歐戰爆發後祇能行走北美航線，隨著美日關係因中日戰爭而變得日漸緊張，1941年11月5日，八幡丸被日本海軍徵用。
1941年11月21日，八幡丸開始被改造成航空母艦，工程於1942年5月31日完工並改名為雲鷹號，它是大鷹級航空母艦的第二號艦。

## 基本資料
- 全長：180.24米
- 艦闊：22.5米
- 吃水：8米
- 水線長：201.43米
- 飛行甲板長：172米
- 基本排水量：17,830噸
- 滿載排水量：20,000噸
- 動力：4部總馬力25,200匹馬力蒸汽鍋爐
- 最快航速：21節
- 航程：8500海里（18節航速）
- 武裝：4門十年式120毫米口徑防空高射炮，30門九六式25毫米高射機炮，10枝九三式防空機槍
- 乘員：747人
- 艦載機：27架艦載機

## 同型艦
- 新田丸-->沖鷹號
- 春日丸-->大鷹號

## 實戰
雲鷹號因為航速慢，跟不上主力航空母艦，祇能在後方作為訓練用航空母艦以及往來日本與南太平洋，作為飛機運輸艦，飛機直接從雲鷹號上起飛再到南太平洋島上的日軍機場降落。
1944年9月17日，在南中國海東沙群島東南海域被美軍潛艇石首魚號發射的魚雷擊沉，隨船共有270人一起陣亡。